# 北安河站
北安河站是北京地铁16号线上的一座车站，位于中国北京市海淀区苏家坨地区北清路与通元路交叉处，西侧连接北安河车辆段。

## 车站結構

### 车站楼层

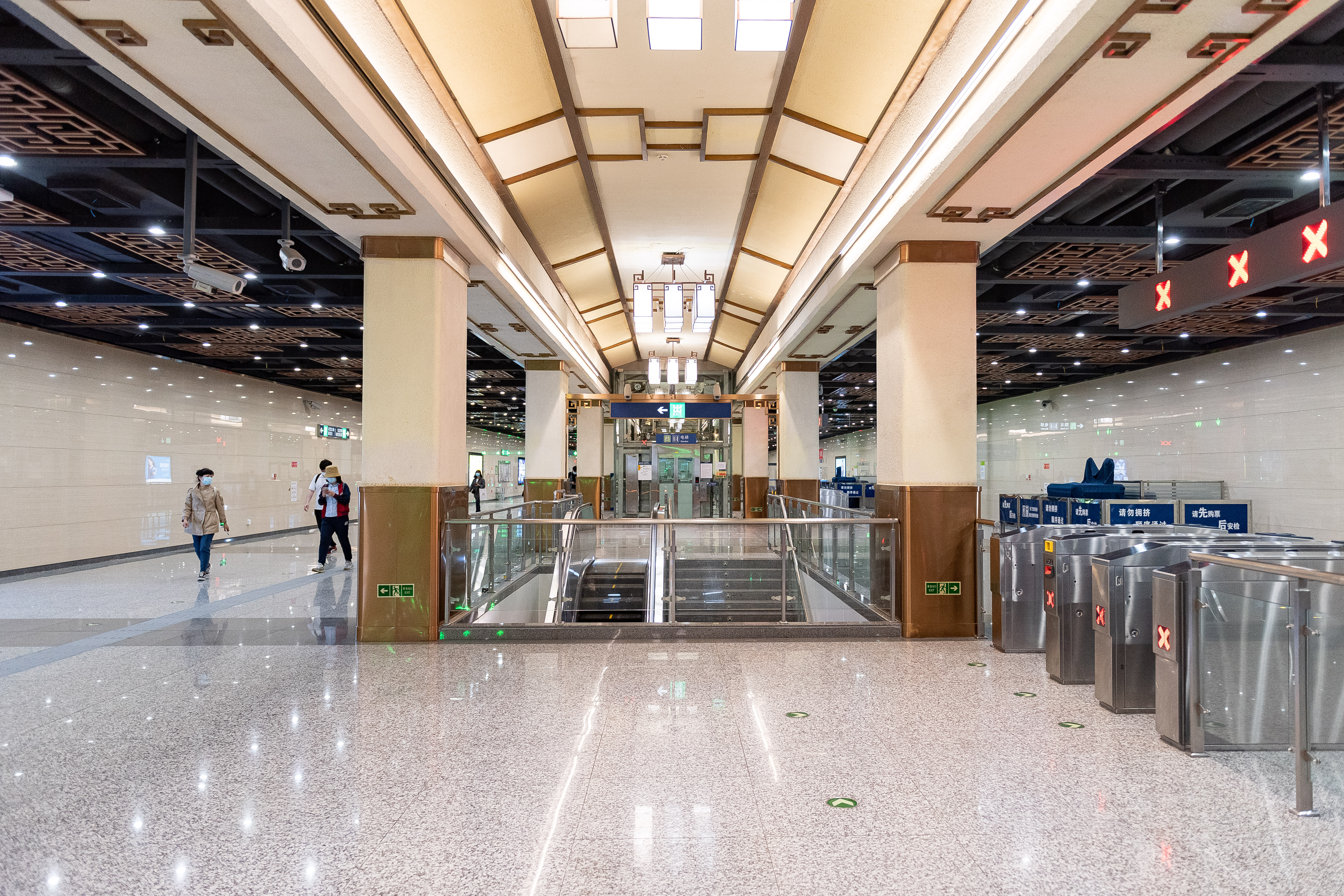
北安河站站厅（2021年4月摄）

北安河站位于北清路北侧（与温北路交叉口西侧），为地下双层岛式车站，主体采取双层三跨框架结构，采用明挖法施工，2016年5月实现结构封顶。
| 地面层          | 出入口                     | A—D出入口                        |
| 地下一层 站厅层 | 站厅                       | 票务服务、自动售票机、一卡通充值 |
| 地下二层 站台层 |                            | █ 16号线终点站 落客月台          |
| 地下二层 站台层 | 岛式站台，左側開门         |                                  |
| 地下二层 站台层 | █ 16号线往宛平城（温阳路） |                                  |

## 出入口
北安河站设有4个出入口，编号分别为A（西北）、B（东北）、C（东南）、D（西南）。其中A、C口站亭内部设有直梯，使本站成为16号线首开段装有两台出入口直梯的四座车站之一。
|                       |                |                          |      |                |
| 編號                  | 指示           | 建議前往目的地           | 照片 | 无障碍设施图片 |
| 出口 · A · 升降机标志 | 北清路（北侧） | 通元路（西侧）、安河家园 |      |                |
| 出口 · B              | 北清路（北侧） | 通元路（东侧）、安河家园 |      | 不適用         |
| 出口 · C · 升降机标志 | 北清路（南侧） |                          |      |                |
| 出口 · D              | 北清路（南侧） |                          |      | 不適用         |
| 註： 設有             |                |                          |      |                |

## 接驳交通

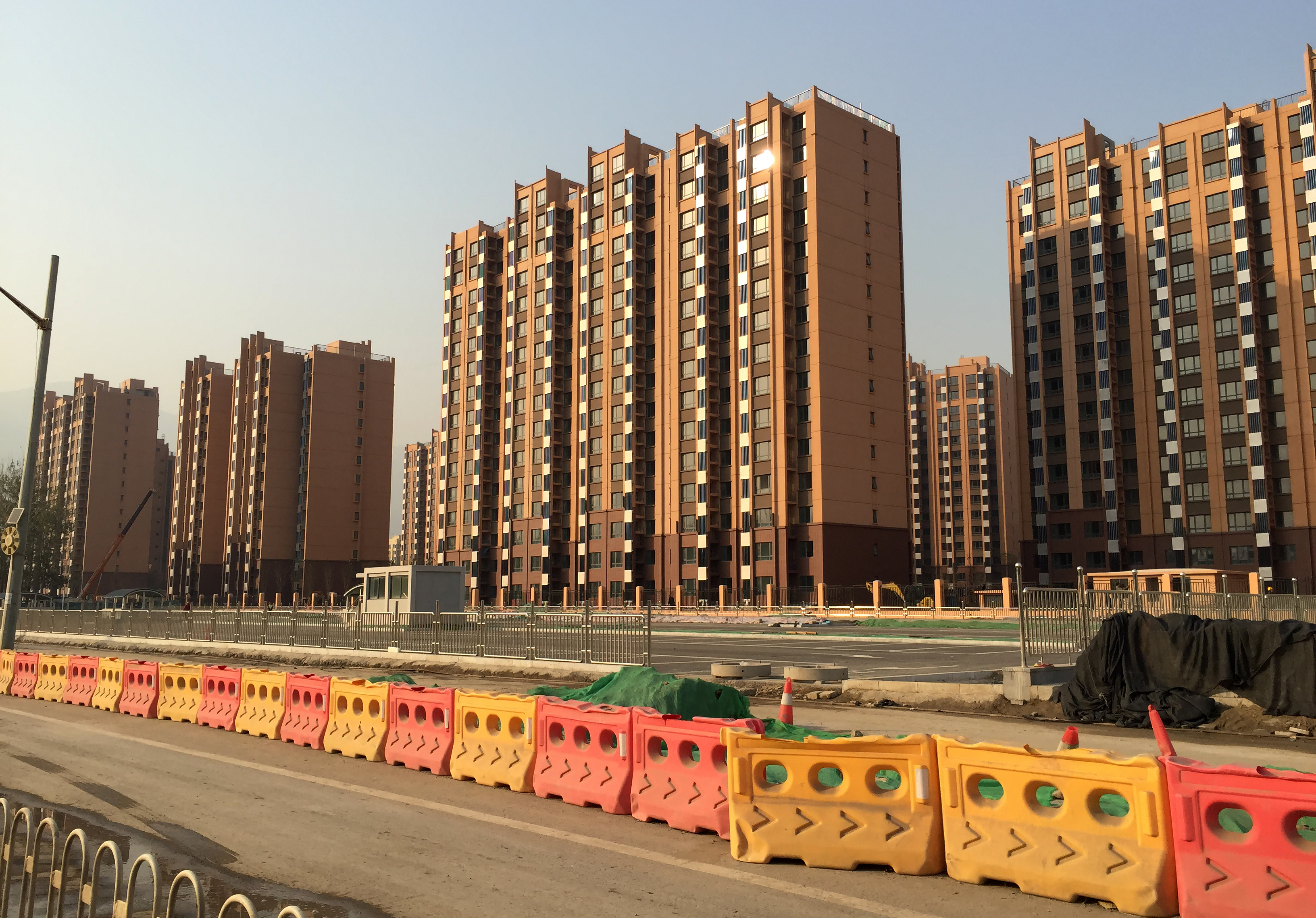
北安河站A口西侧的停车场及北安河安置房（安河家园）

在16号线开通前，北安河站站址周边600米以内并无公交车站，北清路在北安河路至温阳路间的区段也没有任何公交线路，北安河站周边正在建设临时公交场站。此外，本站设有P+R停车场，同时每个出入口均配套自行车停车场。